# Antonov An-12
O Antonov An-12 é um avião de transporte de quatro turbo-hélices. O An-12 é a versão militar do An-10. O An-12 é similar em tamanho e função ao C-130 Hercules americano, mas tem como desvantagens a ausência de uma rampa traseira e de pressurização no compartimento de carga. Uma característica incomum para um avião de transporte é a torreta na cauda com dois canhões automáticos.